# Economía de Kiribati
La República de Kiribati es uno de los países más pobres del mundo, siendo su PIB per cápita de 1420 $US (2010). La exportación de fosfatos desde la isla de Banaba reportaba beneficios desde comienzos del siglo XX, hasta que los depósitos se agotaron en 1979, después de la independencia del Reino Unido. La economía depende ahora de la ayuda externa (principalmente de Reino Unido y Japón) y de los ingresos por licencias de pesca para financiar sus importaciones y el desarrollo de su presupuesto.
La estimación del Banco Asiático de Desarrollo sobre los principales puntos de crecimiento de Kiribati identifica la limitación que sufre el país por (i) características del terreno, (ii) dispersión geográfica por 5000 km de océano, (iii) lejanía de los principales mercados con costes de transporte externos, (iv) alta vulnerabilidad a las fuerzas de la naturaleza, incluyendo el cambio climático y la subida del nivel del mar, y (v) escasez de recursos naturales.
El país depende del turismo (más del 50 % del PIB) y de la agricultura (principalmente del coco). Su moneda es el dólar australiano. 